# Chrysichthys polli
Chrysichthys polli és una espècie de peix de la família dels claroteids i de l'ordre dels siluriformes.

## Morfologia
Els mascles poden assolir els 11,2 cm de llargària total.

## Distribució geogràfica
Es troba a Àfrica: conca del riu Congo.